# Opiumoorlogen

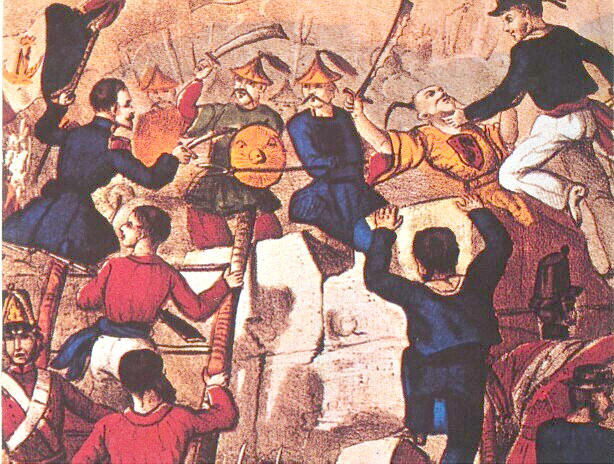
Geweld bij Kanton tijdens de Tweede Opiumoorlog

Tussen 1839 en 1860 werden twee opiumoorlogen uitgevochten tussen Groot-Brittannië en China.
De Eerste Opiumoorlog begon in 1839 en eindigde in 1842. De oorzaak was de smokkel van opium door Groot-Brittannië naar China die miljoenen mensen, zelfs in de bovenklasse, verslaafd maakte. Toen de Chinezen daar actie tegen ondernamen, zagen de Britten dit als een conflict dat met een oorlog beslecht moest worden. Maar de werkelijke oorzaak lag anders. De Chinezen hadden al eeuwenlang strikte handelsvoorwaarden voor de Europeanen gehanteerd maar de Britten zagen dat op den duur als onaanvaardbaar.
De Tweede Opiumoorlog begon in 1856 en eindigde in 1860. Deze oorlog had als oorzaak dat de Chinezen veel moeite hadden met het afgesproken verdrag uit de Eerste Opiumoorlog en de Britten in een herziene versie nog meer eisen wilden stellen. Om deze onwilligheid aan Chinese kant eens en voor altijd de kop in te drukken, ging een gecombineerde Brits-Franse troepenmacht nogmaals ten aanval.

## Eerste Opiumoorlog (1839-1842)

Britse stalen stoomschepen vuren op de Chinese jonken

In de 16e eeuw vonden verschillende Europese landen hun weg naar Azië, als eerste Spanje en Portugal. In de 17e eeuw kwamen de Nederlanders en de Britten. De Britse Oost-Indische Compagnie zond in 1635 haar eerste schip naar de stad Kanton. De officiële contacten van de westerlingen met de Chinese autoriteiten verliepen volgens het Kantonsysteem waarbij de hong (officieel geautoriseerde bedrijven) een bevoorrechte positie hadden gekregen en verantwoordelijk waren voor de goede gang van zaken in het contact met de buitenlanders. China liet buitenlandse handel slechts mondjesmaat toe en hield er een ferme grip op. Alleen in de Dertien Factorijen in Kanton werd beperkte handel toegestaan.
Lange tijd hebben de Europeanen zich geschikt in deze strikte handelsvoorwaarden.
De Britten kochten naast porselein en lakwerk vooral thee, de Chinezen hadden daarentegen weinig interesse voor Westerse producten. Ze importeerden alleen wat specerijen, katoenen weefsels en Europese vuurwapens. Zo was de Europese handelsbalans in de 17e en 18e eeuw ten opzichte van China negatief. Engeland gaf veel geld uit in China, maar ze kregen weinig inkomsten terug van de Chinezen. Na 1800 veranderde dit doordat de Britten steeds meer Indische opium in China gingen invoeren. Deze gevaarlijke stof zorgde ervoor dat tegen 1830 zeker 15.000 mensen verslaafd waren. Hierdoor veranderde de handelsbalans voor de Britten al snel van negatief naar positief.
De Chinese overheid werd zeer ongerust over het overvloedige opiumgebruik. Om sociale redenen was in de 18e eeuw al een verbod tegen de opiumhandel uitgevaardigd en wat later werd ook het opiumschuiven strafbaar gemaakt. Maar ook door het wegstromen van zilver dat als betaalmiddel voor de opium diende en waardoor de Chinese economie in grote moeilijkheden raakte, ging de regering serieus werk maken van de bestrijding van de opium.
Lange tijd bleven de verbodsbepalingen echter dode letter, omdat de met toezicht belaste Chinese functionarissen zich lieten omkopen. Toen in maart 1839 de nieuwe keizerlijke inspecteur generaal Lin Zexu eiste dat de Britse handelaren hun hele opiumvoorraad zonder vergoeding moesten inleveren, dachten de Britse kooplieden dan ook aanvankelijk dat de heer Lin opnieuw over de "baksjisj" wilde onderhandelen. Maar het was dit keer menens: in september 1839 werd de hele jaarvoorraad opium (20.000 kisten) in beslag genomen en vernietigd te Humen. De schade voor de Britse kooplui bedroeg ongeveer £ 3.000.000 (ongeveer 300 miljoen euro tegen de huidige koopkracht).
Lin en de keizer hadden geen idee hoe fel de Britse regering zou reageren op deze inbeslagneming.
De strikte handelsvoorwaarden die de Chinezen hanteerden waren moeilijk aanvaardbaar voor Engeland, dat een open en vrije handel met China ambieerde. Toen de Britten in Kanton werden gedwongen hun opiumvoorraad af te staan en geen opium meer mochten smokkelen, werd dat door de Britse regering beschouwd als een casus belli. Moderne oorlogsschepen uit Brits-Indië voeren naar China. Hoewel ze veruit in de minderheid waren, waren ze technologisch veel beter ontwikkeld en China werd door de Britten verslagen.
Er volgde een verdrag, het Verdrag van Nanking, waarbij alle Britse eisen werden ingewilligd. Ze kregen Hongkong met zijn natuurlijke haven en vijf andere havens werden opengesteld voor de handel, die van Kanton, Shanghai, Fuzhou, Amoy en Ningbo. Verder eisten ze vrije handel, lage invoerrechten en werd de ‘meest begunstigde natie-clausule’ opgenomen, wat inhield dat alle rechten die China aan andere landen gaf, Engeland ook zou krijgen. In het verdrag stond echter niets over opium (buiten een door China direct te betalen schadevergoeding van 6.000.000 dollar in verband met de vernietigde opium, 6 miljoen in 1843, 5 miljoen in 1844 en 4 miljoen in 1845), en de opiumhandel bleef gestaag groeien.

## Tweede Opiumoorlog (1856-1860)

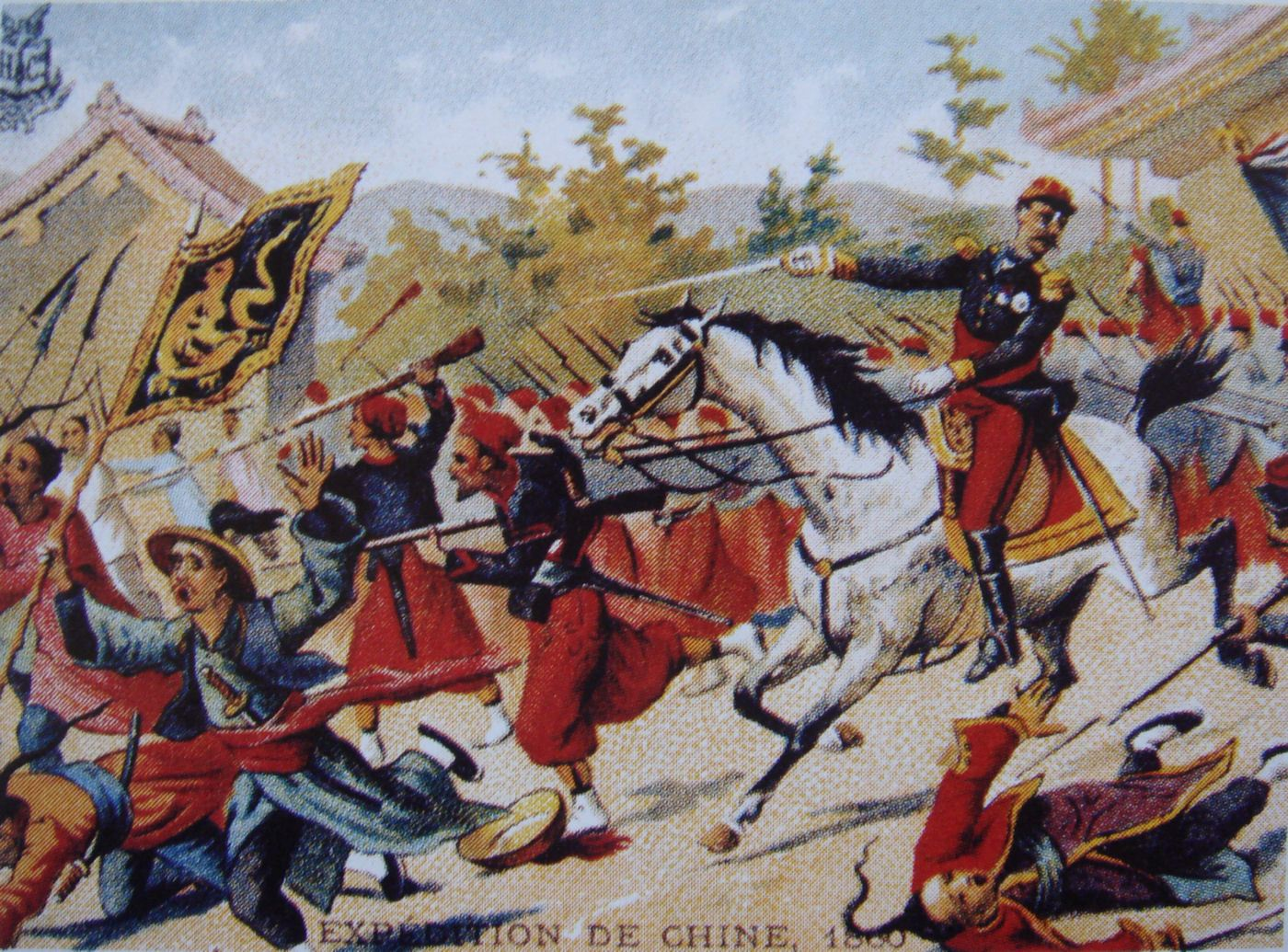
Charge van het Franse leger

Kort na de vrede waren er weer problemen. De Chinezen waren al niet gelukkig met het verdrag van Nanking, en toen het na een aantal jaren tijd werd voor een periodieke herziening van het verdrag, wilde het keizerlijk Hof geen verdere concessies doen. Ook werd het huidige verdrag nauwelijks nageleefd en er waren voortdurend moeilijkheden en tegenwerking van de overheid.
Er volgde een nieuwe oorlog, deze keer met het Verenigd Koninkrijk en Frankrijk. Deze oorlog wordt ook wel de Arrow-oorlog genoemd, naar een Chinees schip, varende onder de Britse vlag, dat werd verdacht van piraterij, smokkel en opiumhandel. De Chinezen arresteerden 12 mannen en hielden ze gevangen. Dit incident werd nu door de Britten als voorwendsel gebruikt voor de oorlog.
In 1858 werd een voorlopige vrede bereikt, wat resulteerde in een nieuw verdrag, het Verdrag van Tianjin, waarin de Chinezen alsnog de zo gewraakte concessies moesten doen. Tien nieuwe havens werden geopend en buitenlanders, missionarissen en zendelingen moesten overal in China vrij kunnen reizen.
Omdat het Hof nog steeds weigerde mee te werken, trok de troepenmacht naar het noorden.
De Chinezen boden nog heftige tegenstand, maar in 1860 lukte het de troepen toch Peking te bezetten. De keizer vluchtte het land uit, terwijl de Franse en Britse troepen het Oude Zomerpaleis verwoestten.
De nieuwe Conventie van Peking eiste nog meer van de Chinezen, onder meer volledige erkenning van het Verdrag van Tianjin, de openstelling van de haven van Tianjin en het legaliseren van opium. Dit verdrag wordt door China natuurlijk gezien als een van de ongelijke verdragen.
Eerste Opiumoorlog · Tweede Opiumoorlog